# Violation of the rules
Violation of the rules（ヴァイオレーション・オブ・ザ・ルールス）は、HΛLの1枚目のオリジナルアルバム。2001年8月29日にavex traxよりリリースされた。

## 解説
- HΛLの初のアルバム。1stシングル「DECIDE」から4thシングル「☆the starry sky☆」まで、これまでのすべてのシングル曲を収録しているほか、いくつかのカップリング曲も含まれている。
- 特に表記はされてはいないものの、「DECIDE」「Save Me」「SPLIT UP」などはアルバムに収録される際に再トラックダウンが施されている。
- 当時のオフィシャルサイトにて、ジャケット撮影のオフショット画像が公開されていた。[1]

## 収録曲
| 全作詞: HΛLNA、全作曲: 佐藤あつし（※特記以外）、全編曲: HΛL。 |                                                 |       |                          |      |
| #                                                             | タイトル                                        | 作詞  | 作曲・編曲               | 時間 |
| 1.                                                            | 「Introduction」(isnt.)                         | HΛLNA | 佐藤あつし （※特記以外） | 1:24 |
| 2.                                                            | 「Violation of the rules」(※共同作曲: 梅崎俊春) | HΛLNA | 佐藤あつし （※特記以外） | 4:40 |
| 3.                                                            | 「DESPAIR」                                     | HΛLNA | 佐藤あつし （※特記以外） | 4:50 |
| 4.                                                            | 「SPLIT UP」                                    | HΛLNA | 佐藤あつし （※特記以外） | 4:56 |
| 5.                                                            | 「amulet」                                      | HΛLNA | 佐藤あつし （※特記以外） | 4:46 |
| 6.                                                            | 「Injury」                                      | HΛLNA | 佐藤あつし （※特記以外） | 4:38 |
| 7.                                                            | 「Save Me」(※作曲: 梅崎俊春)                    | HΛLNA | 佐藤あつし （※特記以外） | 4:53 |
| 8.                                                            | 「At The Sacrifice」                            | HΛLNA | 佐藤あつし （※特記以外） | 4:27 |
| 9.                                                            | 「Rosary」                                      | HΛLNA | 佐藤あつし （※特記以外） | 4:14 |
| 10.                                                           | 「DECIDE」                                      | HΛLNA | 佐藤あつし （※特記以外） | 4:32 |
| 11.                                                           | 「☆the starry sky☆」(※共同作曲: 梅崎俊春)       | HΛLNA | 佐藤あつし （※特記以外） | 4:30 |
| 12.                                                           | 「『For you』」                                 | HΛLNA | 佐藤あつし （※特記以外） | 5:28 |
| 13.                                                           | 「epilogue」(inst.)                             | HΛLNA | 佐藤あつし （※特記以外） | 2:30 |
| 合計時間:                                                     | 合計時間:                                       | 55:48 |                          |      |

### 楽曲解説
1. Introduction
インスト曲。
2. Violation of the rules
3. DESPAIR
4. SPLIT UP
3rdシングル。カネボウ化粧品「REVUE」CMソング。TBS系『ワンダフル』テーマ・ソング。
5. amulet
1stシングル「DECIDE」のカップリング曲。
6. Injury
7. Save Me
2ndシングル。TX系『ASAYAN』エンディング・テーマ。CTV・NTV系『ろみひー』エンディング・テーマ。
8. At The Sacrifice
9. Rosary
10. DECIDE
1stシングル、デビュー作。「アプラス」CMソング。TX系『ASAYAN』エンディング・テーマ。
11. ☆the starry sky☆
4thシングル。TX系アニメ『機動天使エンジェリックレイヤー』『ASAYAN』エンディング・テーマ。ブルボン「ザスク」CMソング。
12. 『For you』
13. epilogue
インスト曲。